# Ruiny kościoła św. Antoniego w Jałówce
Ruiny kościoła świętego Antoniego – dawny kościół parafialny znajdujący się we wsi Jałówka, w powiecie białostockim, w województwie podlaskim.

## Historia
Budowa świątyni została rozpoczęta w 1910 roku, natomiast ukończona została w 1915 roku. Pierwotny projekt kościoła w stylu romańskim został opracowany przez architekta z Grodna B. A. Srokę. Podczas budowy zostały wprowadzone w projekcie korekty. 
Ostatecznie został wzniesiony neogotycki, trójnawowy, ceglany, jednowieżowy kościół, poświęcony w 1919 roku przez dziekana wołkowyskiego, księdza Nikodema Tarasiewicza. Pod koniec II wojny światowej (w 1944 roku) wycofujący się Niemcy, opuszczając Jałówkę, podminowali wieżę świątyni, która runęła na kościół i uszkodziła więźbę dachową, sklepienie i jeden filar. Odbudowa zrujnowanego kościoła została odłożona do lepszych czasów. Obecnie ruiny budowli są odpowiednio zabezpieczone.